# Coupe d'Angleterre de football 1886-1887
Navigation
Coupe d'Angleterre 1885-1886 Coupe d'Angleterre 1887-1888
La Coupe d'Angleterre de football 1886-1887 est la 16e édition de la Coupe d'Angleterre de football. 
La finale se joue le 2 avril 1887 au Kennington Oval entre le Aston Villa FC et le West Bromwich Albion. Le Aston Villa FC remporte son premier titre en battant West Bromwich Albion 2 à 0.

## Finale
| Finale de la Coupe d'Angleterre 1886-1887 | Aston Villa FC | 2 – 0 | West Bromwich Albion | Kennington Oval (Londres) |  |
| 2 avril 1887                              |                | (–)   |                      |                           |  |